# Roosevelt Institute

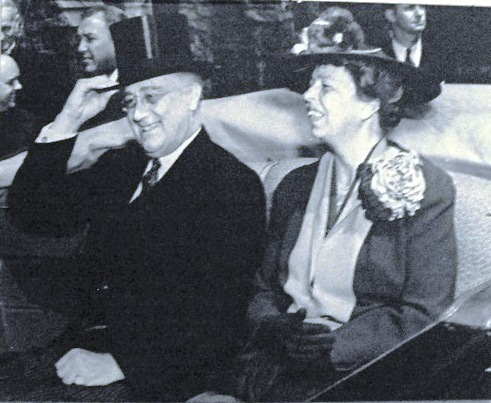
Franklin y Eleanor Roosevelt en noviembre de 1935

Roosevelt Institute es una organización sin ánimo de lucro que promueve el legado y los valores de Franklin y Eleanor Roosevelt desarrollando ideas progresistas y marcando liderazgo en la restauración de la sanidad y la seguridad en EE. UU. Cuenta con oficinas en Nueva York, Hyde Park y Washington D. C..

## New Deal 2.0

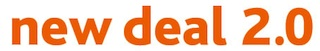
New Deal 2.0

New Deal 2.0 (abreviado ND20) es un blog colaborativo focalizado en economía social y creado por el teórico cultural Lynn Parramore, cofundador de Recessionwire.  Se lanzó el 29 de abril de 2009, al finalizar el período de los 100 primeros días de Barack Obama como presidente, como una referencia a los Primeros cien días de Roosevelt.
El sitio sirve como plataforma de contacto entre personas relacionadas con el Instituto Roosevelt como Joseph Stiglitz, Robert Johnson, Thomas Ferguson, Mike Konczal, Mark Schmitt, Matt Stoller, Marshall Auerback, Bo Cutter, Ellen Chesler, Jeff Madrick, Richard Kirsch, David Woolner y Lynn Parramore, así como con otros escritores y comentaristas como Elizabeth Warren, Eliot Spitzer, William K. Black, Anna Burger o James K. Galbraith.
También engloba a periodistas, policy-makers y ciudadanos que apoyan el New Deal 2.0 en temas como la Reforma de Wall Street, el desempleo, housing, deuda, disparidad salarial en EEUU, dinero y política, valores progresistas y la cultura del capitalismo y los problemas económicos que encara el país. Su perspectiva económica incluye temas como el cuidado de la salud, la inmigración y los derechos humanos, entendiendo los problemas económicos como algo transversal relacionado con los objetivos sociales.